# Batalla de Systerbäck
La batalla de Systerbäck, també coneguda com a Batalla de Systerbäk i Batalla del Sestra, va tenir lloc a les ribes del Sestra, durant la Gran Guerra del Nord. El combat es lliurà el 2 de julioljul. / 13 de juliol de 1703greg. i finalitzà amb la victòria de les tropes russes de Boris Petrovich Sheremetev.

## Antecedents
Després que els russos es recuperessin de la seva derrota a Narva, del 1700, el Tsar Pere el Gran reinicià el 1702 la seva ofensiva contra els territoris suecs al bàltic. Després de conquerir Schlüsselburg, i Nöteborg, l'exèrcit rus dominà la conca del Riu Nevà. A la rodalia de Schlüsselburg i Olonetz el Tsar ordenà construir una flota per posar fi a l'hegemonia sueca a la riba oriental del Bàltic.
El 1703 els russos començaren a construir, prop de Nyenschanz, nova capital dels Tsars. Després de la conquesta de Nyenschanz per part del Mariscal de Camp, Koporje. El General major Werden conquerí el castell de Jamy, que convertí en una fortalesa, i la rebatejà amb el nom de Jamburg. Aquest seguit de victòries russes comportaren que a mitjans de 1703 l'Íngria Sueca fos totalment ocupada pels russos.
Les unitats sueques estacionades a Vyborg contraatacaren, posant en perill les recents conquestes russes. Pere el Gran, preocupat per la seguretat de Sant Petersburg, reuní noves tropes i avançà cap a la frontera finlandesa. Per davant del gruix de l'exèrcit marxaven quatre regiments de dragons, la unitat més avançada dels quals era la del Coronel Carl Ewald von Rönne. D'altra banda, el gruix de l'exèrcit el formaven sis regiments d'infanteria, dels quals dos eren regiments de la Guàrdia del Tsar. La marxa de les tropes fou molt dura, ja que el terreny eren bàsicament pantans i maresmes, dificultant que les unitats d'infanteria seguissin la cavalleria.
El dia 2 de juliol es produí prop de Systerbäck, al riu Sestra, a nou milles de Vyborg el xoc entre els dos exèrcits.

## Batalla
El General Ménxikov s'adonà que la batalla es decidiria quan un dels dos bàndols aconseguís realitzar una càrrega de cavalleria amb èxit. Per aquest motiu Ménxikov desplegà un regiment d'infanteria, just darrere la cavalleria, amb ordres de disparar a qualsevol genet rus que abandonés el camp de batalla de forma deshonrosa.
El primer objectiu dels dragons russos fou conquerir l'únic pont sobre el Sestra, defensat per una petita unitat d'infanteria sueca amb cobertura artillera. Els dragons del regiment de Rönne van carregar infructuosament contra els suecs, que canonejaren el pont durant l'atac. Quan els genets russos es retiraven van ser tirotejats pels soldats d'infanteria russos, de manera que els dragons es veieren atrapats entre dos focs i tornaren a atacar les posicions sueques.
Les posicions sueques, a l'altra banda del pont, estaven formades per barricades, trinxeres i cavalls frisons, fet que explica la prolongada resistència sueca des de les sis del matí fins a la tarda. Les tropes russes es dividiren en vuit seccions i atacaren ininterrompudament als suecs. Els defensors, superats en una proporció d'1:4 es veieren obligats a retirar-se.
El General Major Abraham Kronhjort, es va sorprendre del nombre de les forces russes i jutjà, erròniament, que el seu objectiu era anar a conquerir directament Vyborg. Per evitar-ho, va ordenar la retirada de la infanteria i l'artilleria a Vyborg per reforçar la fortalesa. La cavalleria prolonga la lluita durant quatre hores per cobrir la retirada de la resta de l'exèrcit, i Kronhjort només n'ordenà la retirada quan fou greument delmada. Els suecs es retiraren en ordre impedint que els russos els agafessin desprevinguts i dispersos o ataquessin Vyborg.

## Pèrdues
Les fonts russes donen unes pèrdues pròpies molt baixes, només 150 homes. Mentre que xifren les sueques entre 1.000 i 2.000. Les fonts sueques diuen que moriren 117 genets i 84 infants, i que 184 combatents resultaren ferits.

## Les conseqüències
Els russos es van retirar després de la victòria a Íngria, mentre rebien reforços a través del llac Làdoga i al setembre atacaren l'Estònia Sueca.
L'exèrcit suec a Finlàndia va quedar tan afeblit després de Systerbäck que no representava cap perill per Sant Petersburg. El General Major Abraham Kronhjort, ja molt vell, fou substituït després de la batalla i el Tinent General Johan Georg Maydel fou el nou comandant en cap suec a Finlàndia.